# 二葉あき子
二葉 あき子（ふたば あきこ、1915年2月2日 - 2011年8月16日）は、日本の女性歌手。

## 来歴
広島駅のすぐ北側、広島県広島市大須賀町二葉（現在の東区二葉の里）出身で、芸名は二葉の里で安芸の国と地元からとる。本名は加藤芳江。
広島県立広島高等女学校（現在の広島県立広島皆実高等学校）を経て、1935年、東京音楽学校（現在の東京芸術大学音楽学部）師範科卒業。音楽学校在籍中、東京音楽学校の奏楽堂で同校期待の増永丈夫の美しいバリトンを聴いて感銘を受ける。その増永丈夫はすでに藤山一郎として流行歌手として名をなしていた。
レコードデビューは、在学中にコロムビアで吹込んだ教育レコード。卒業後、地元の広島の三次高等女学校（現在の広島県立三次高等学校） で教鞭をとる。教師時代も上京して学校用教材のレコードを吹込んだ。
1936年春、コロムビアの専属となる。「愛の揺り籃」が最初のレコードだった。「あの夢この夢」「月に踊る」「乙女十九」などで世に知られ1939年、松竹映画『春雷』の主題歌「古き花園」が大ヒットすると人気歌手としての声価を得る。この曲でブルースを歌う自信をつけ、以後多くのブルースをヒットさせるようになった。戦時中は歌手として慰問活動をする。
戦時下の1943年、結婚し一男をもうけるがすぐに離婚。その後は自立する女として生きたが息子の非行に悩むことになった。しかし、やがては息子の作になる曲を孫のピアノ伴奏で歌う幸せも得た。
1945年8月6日、帰郷のため広島から芸備線の汽車に乗り、（この当時の汽車は20分遅れで広島駅を出発したところ 08:05分）汽車がトンネルに入っている際に原子爆弾が投下され、汽車がトンネルを出たところで、きのこ雲と落下傘を見たという。被曝はしたものの、トンネル内であったため原爆による直接の被害は免れた
戦後になると、「別れても」「夜のプラットホーム」「恋の曼珠沙華」「さよならルンバ」「村の一本橋」など多くのヒット曲を放った。1950年の「水色のワルツ」は、綺麗なメロディーに二葉あき子の歌唱が合い、人々に潤いをあたえた。
日劇では同じコロムビアの淡谷のり子、笠置シヅ子、渡辺はま子らとよくステージに立った。
NHK紅白歌合戦にも1951年の第1回から1959年の第10回まで10回連続出場した（詳細は下記参照、NHK紅白歌合戦の前身となる紅白音楽試合にも出場している）。第6回では代表曲の一つである「バラのルムバ」で紅組トリを務めるなど、渡辺はま子・淡谷のり子・松島詩子・笠置シヅ子と並ぶ創成期の紅白を代表する女性スターでもあった。
1955年前後に高音が出なくなり意気を喪失して帰郷、実家から刃物を持ち出し自殺を図るが未遂に終わった。その後、作曲家の服部良一に「高音だけが歌じゃない」と励まされ復帰し、自ら低音発声法を作った。
1982年に紫綬褒章、1990年には勲四等瑞宝章を受章している。
1987年4月1日の夜に放送された[国鉄最後の日]という番組にて二葉あき子が歌唱するシーンが採用されている
懐メロ歌手として21世紀を超えてもなお活躍したが2003年夏にファンのつどいにて引退を宣言し、広島に帰郷した。難聴が進行した影響でバンドの演奏の音が聞き取りづらくなっており、それが引退の理由であったと伝えられている。それから8年後の2011年8月16日午前3時30分、心不全のため広島市内で死去した。96歳没。二葉の死により、『第1回NHK紅白歌合戦』に出場した歌手のうち、存命者は菅原都々子のみとなった。

## 主な作品
- 「あの夢この夢」（1936年6月発売）[5]
- 「月に踊る」（1936年7月発売）[6]
- 「ミス仙台[※ 1]」（1936年8月発売）[7]
- 「乙女十九[※ 1]」（1937年1月発売）[8]
- 「あの日想えば」（1937年5月発売）

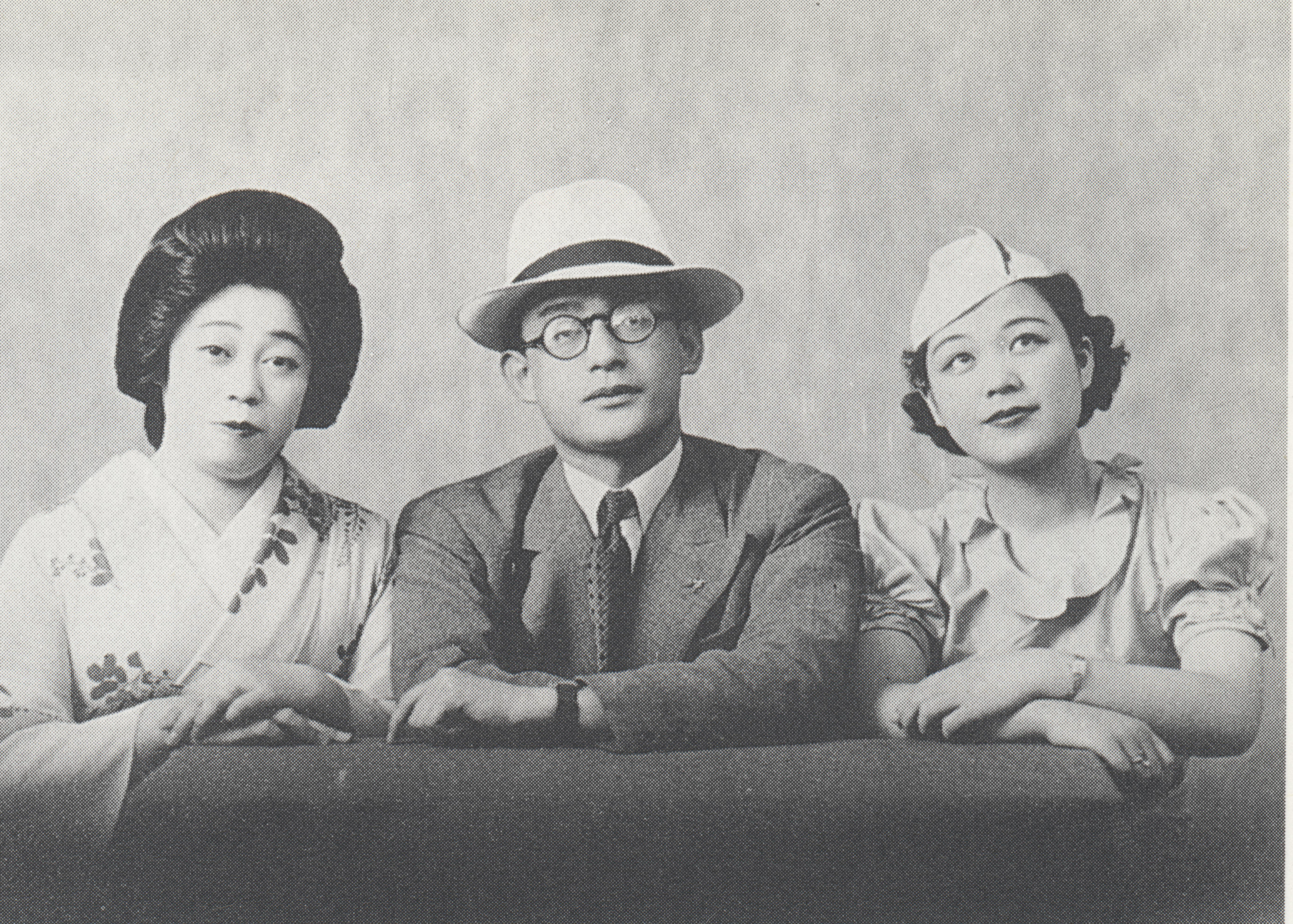
涙の三人旅（1937年）、音丸、霧島昇と

- 「涙の三人旅」（1937年9月発売、共唱：音丸・霧島昇）
- 「古き花園」（1939年6月発売）
- 「純情の丘」（1939年8月発売）
- 「白蘭の歌」（1940年1月発売、共唱：伊藤久男）
- 「あの花この花」（1940年2月発売）
- 「涙のすみれ」（1940年3月発売、共唱：霧島昇）
- 「なつかしの歌声」（1940年5月発売、共唱：藤山一郎）
- 「お島千太郎旅唄」（1940年5月発売、共唱：伊藤久男）
- 「新妻鏡」（1940年6月発売、共唱：霧島昇）
- 「牡蠣の殻」（1940年10月発売）
- 「嗚呼北白川宮殿下」（1940年12月発売、共唱：伊藤武雄）
- 「めんこい仔馬」（1941年2月発売、共唱：高橋祐子）
- 「四つ葉のクローバー」（1941年2月発売）
- 「シャボン玉の幻想」（1941年3月発売）
- 「高原の月」（1942年8月発売、共唱：霧島昇）
- 「青い花瓶」（1942年8月発売）
- 「黒いパイプ」（1946年9月発売、共唱：近江俊郎）
- 「別れても」（1946年10月発売）
- 「乙女心は」（1946年10月発売）
- 「バラのルムバ」（1947年1月発売）
- 「夜のプラットホーム」（1947年2月発売）
- 「赤く咲く恋」（1947年7月発売）
- 「こゝろ月の如く」（1947年10月発売）
- 「旅の舞姫」（1947年10月発売、共唱：霧島昇）
- 「あの夢この歌」（1948年3月発売、共唱：霧島昇）
- 「とてもセンチなタンゴ」（1948年3月発売）
- 「捨てられた薔薇」（1948年5月発売）
- 「フランチェスカの鐘」（1948年6月発売、台詞：高杉妙子）
  - 台詞の評判が悪かったので、翌年、台詞抜きで吹き込み直した。
- 「恋の曼珠沙華」（1948年7月発売）
- 「なつかしのブエノスアイレス」（1948年7月発売）
- 「面影の花」（1948年9月発売）
- 「さよならルンバ」（1948年11月発売）
- 「夢よもういちど」（1948年12月発売）
- 「嘆きのルムバ」（1949年2月発売）
- 「追憶」（1949年3月発売）
- 「恋のアマリリス」（1949年3月発売）
- 「悲しきすみれ」（1949年7月発売）
- 「今宵別れて」（1949年8月発売）
- 「霧の港のノスタルジア」（1950年1月発売）
- 「誕生日の午後」（1950年2月発売）
- 「水色のワルツ」（1950年2月発売）
- 「村の一本橋」（1950年4月発売）
- 「想い出のプラットホーム」（1950年4月発売）
- 「星のためいき」（1950年6月発売）
- 「バラと蜜蜂」（1950年7月発売）
- 「ボヘミアの夜」（1950年11月発売）
- 「えり子の歌」（1951年4月発売）
- 「巴里の夜」（1951年6月発売）
- 「モロッコから来た女」（1951年9月発売）
- 「屋台の女」（1952年1月発売）
- 「雨の日暮れ」（1952年5月発売）
- 「三色すみれ」（1952年5月発売）
- 「夜のミロンガ」（1952年11月発売）
- 「夜汽車の女」（1955年4月発売）
- 「忘れじの君いずこ」（1956年2月発売）
- 「オリーブの歌」（1957年9月発売）

## NHK紅白歌合戦出場歴
| 年度/放送回               | 回 | 曲目               | 出演順 | 対戦相手          | 備号      |
| ------------------------- | -- | ------------------ | ------ | ----------------- | --------- |
| 1951年（昭和26年）/第1回  | 初 | 星のためいき       | 6/7    | 東海林太郎        | トリ前(1) |
| 1952年（昭和27年）/第2回  | 2  | モロッコから来た女 | 10/12  | 灰田勝彦          |           |
| 1953年（昭和28年）/第3回  | 3  | パダム・パダム     | 10/12  | 霧島昇            |           |
| 1953年（昭和28年）/第4回  | 4  | 別れても           | 14/17  | ディック・ミネ(1) |           |
| 1954年（昭和29年）/第5回  | 5  | パダム・パダム     | 16/17  | ディック・ミネ(2) | トリ前(2) |
| 1955年（昭和30年）/第6回  | 6  | ばらのルンバ       | 16/16  | 藤山一郎(1)       | 大トリ    |
| 1956年（昭和31年）/第7回  | 7  | 忘れじの君いづこ   | 10/24  | 藤山一郎(2)       |           |
| 1957年（昭和32年）/第8回  | 8  | 夜霧降る空の港     | 12/25  | 林伊佐緒(1)       |           |
| 1958年（昭和33年）/第9回  | 9  | 夜のプラットホーム | 12/25  | 林伊佐緒(2)       |           |
| 1959年（昭和34年）/第10回 | 10 | 夜汽車の女         | 10/25  | 林伊佐緒(3)       |           |

- このうち、第6回から第10回はラジオ中継による音声が現存する。
- 第10回は2009年4月29日放送のNHK-FM『今日は一日“戦後歌謡”三昧』の中で、二葉の歌も含め全編が再放送された（音声はモノラル）。

## 主なテレビ番組
- ビッグショー（NHK）古関裕而〜青春 涙 哀愁〜
- 昭和歌謡大全集（テレビ東京）
- 年忘れにっぽんの歌（テレビ東京）
- 金曜メガTV「私の心の歌 思い出のヒットパレードPART2」（フジテレビ、1997年3月14日）